# البرتو بنیتو (بازیکن فوتبال، زاده ۱۹۹۲)
البرتو بنیتو (انگلیسی: Alberto Benito؛ زادهٔ ۱۳ ژوئن ۱۹۹۲) بازیکن فوتبال اهل اسپانیا است.
از باشگاه‌هایی که در آن بازی کرده‌است می‌توان به باشگاه فوتبال رئال ساراگوسا اشاره کرد.